# Ludvig Holstein
Ludvig Holstein (Langebaekegaard, 3 dicembre 1864 – Copenaghen, 11 luglio 1943) è stato uno scrittore danese.
Scrittore minore del simbolismo e attivo collaboratore della rivista La torre, fu autore delle opere Foglie (1915), Terra e muschio (1917), La stagione delle mele (1920) e La verde terra (1925).